# Burnie
Burnie is een havenstadje aan de noordkust van het Australische eiland Tasmanië in de Local Government Area City of Burnie. Het ligt aan de monding van de Emu River.
Toen de nederzetting werd gesticht in 1827, werd het Emu Bay genoemd. Vroeg in de jaren 1840 werd het omgedoopt tot Burnie, ter ere van William Burnie, directeur van de Van Diemen's Land Company. Burnie werd op 26 april 1988 bevorderd tot city door koningin Elizabeth II.

## Economie
De belangrijkste bedrijvigheid wordt gevormd door zware industrie, bosbouw en landbouw. De haven van Burnie vormt, samen met de bosbouwindustrie, de voornaamste bron van inkomsten voor de stad. Burnie bezat de belangrijkste haven voor de mijnen aan de westkust na de openstelling van de Emu Bay Railway in 1897. De meeste industrie in Burnie is gebaseerd op de spoorverbinding en op de haven die hiermee wordt bediend.
Na de overdracht van de percelen van Surrey Hills en Hampshire Hills werd de landbouwsector grotendeels vervangen door bosbouw. De bosbouw had een belangrijke invloed op de ontwikkeling van Burnie in de 20e eeuw, vooral door de oprichting van de pulp- en papierfabriek door Associated Pulp and Paper Mills in 1938, en die van de houtsnippers-terminal in het laatste deel van die eeuw. De Burnie Paper Mill sloot in 2010 zijn deuren, doordat zij geen koper konden vinden.

## Stedelijke indeling
De stad Burnie heeft verscheidene kleine buitenwijken, waaronder Parklands, Park Grove, Shorewell Park, Acton, Montello, Hillcrest, Upper Burnie, Romaine, Havenview, Emu Heights, South Burnie en Wivenhoe.

## Voorzieningen
- In Burnie staat het op twee na grootste ziekenhuis van Tasmanië: het North West Regional Hospital.
- Burnie heeft een centrale zakenwijk met verscheidene nationale detailhandelbedrijven.
- Andere voorzieningen zijn: het multifunctionele Burnie Arts and Function Centre (voorheen bekend als het Civic Centre), het postkantoor, het politiebureau, het Hooggerechtshof en diverse sportieve en sociale organisaties.
- De Universiteit van Tasmanië heeft er haar Cradle Coast campus, en ook de Tasmanian Polytechnic en de Tasmanian Academy hebben er een campus.

## Vervoer
- Het vliegveld Burnie Airport ligt in de aangrenzende stad Wynyard.
- De haven is de grootste stukgoedhaven van Tasmanië en was ooit de op vier na grootste containerhaven van Australië. Het is de dichtstbijzijnde Tasmaanse haven naar Melbourne en het Australische vasteland. De haven heeft een aparte terminal voor de uitvoer van houtsnippers.
- Er is een kopstation van de spoorlijn die werd opgericht als Emu Bay Railway, maar tegenwoordig Melba Line heet.
- Burnie is verbonden met Devonport, via een autoweg (de Bass Highway) en via een goederenspoor. Met de westkust van Tasmanië is er een verbinding via de Murchison Highway.
- Voor het stadsvervoer is er een metronet. Redline Coaches voorzien in dagelijkse busverbindingen met Hobart en andere Tasmaanse steden.

## Sport
- Australian football en rugby union zijn populair in Burnie. Daarnaast wordt ook gewoon voetbal (soccer) gespeeld.
- Sinds 2009 wordt jaarlijks in januari/februari een tennistoernooi georganiseerd, voor zowel mannen (ATP Challenger Tour} als vrouwen (ITF-vrouwencircuit).
- Op het gebied van atletiek vindt op nieuwjaarsdag de Burnie Gift plaats: een hardloopwedstrijd over 120 meter, op een grasbaan. Op een zondag in oktober wordt jaarlijks een 10 km race over de weg gelopen: de Burnie Ten.